# Lojo museum
Lojo museum (finska: Lohjan museo) är ett kulturhistoriskt stadsmuseum i Lojo i Nyland. Museet som grundades år 1911 är beläget på prästgårdsområdet bakom S:t Lars kyrka. Förutom stadsmuseet förvaltar Lojo museum också Johan Lohilampi-museet och Paikkari torp som båda ligger i Sammatti. Fram till hösten 2011 administrerades Paikkari torp av Museiverket som då lade ner verksamheten på grund av resursbrist. Museichef för Lojo museum är Annamari Juvonen-Eskola och Iiris Kankaanpää fungerar som museiamanuens.
Idén till Lojo museum väcktes i hembygdsföreningen Lojosamfundet, Finlands äldsta, grundad 1894. År 1978 övergick Lojo museum från föreningen till Lojo stad och Lojo landskommun. Då hyrde Lojo församling ut prästgården som lokal för museet.
Lojo museums samlingar omfattar cirka 25 000 artiklar och tiotusentals fotografier. Utöver detta har Lojo museum också ett hembygdsarkiv och ett litet bibliotek. Besökare kan använda det landsomfattande Museikortet vid Lojo museum.